# Jízdní vojsko starověku
Jízdní vojsko na starověké bojiště přineslo nový prvek, navíc bylo užitečné jak při průzkumu, tak při pronásledování poraženého nepřítele. Samotný název jízdní vojsko je dosti obecný a zahrnuje válečné koně, osly, velbloudy a slony.[zdroj?]
V pozdní době kamenné začaly národy Evropy a Asie domestikovat zvířata vhodná pro jízdu nebo tažení povozů. Muži jezdili na koních v oblasti severního Pontu již kolem roku 4000 př. n. l. Zhruba ve stejné době byli v Egyptě a jihovýchodní Asii domestikování osli a baktrijští velbloudi, v údolí Indu zase indičtí sloni (v letech 2500 až 1750 př. n. l.). Z těchto zvířat byli po počátečním období osli používáni téměř výhradně pro dopravu břemen a i velbloudi našli v bitvách pouze omezené využití. Dvěma nejdůležitějšími druhy zvířat používanými vojenskými silami ve starověku byli sloni, zastávající významné bitevní role, a koně. Právě koně, kteří byli nejdříve používáni k tažení válečných vozů a později k jízdě, nejvíce ovlivnili válčení starověku. Největšími jezdeckými národy byli Skythové, Peršané, Řekové, Iberové a Galové. Tyto národy budily svými jezdeckými silami respekt i obdiv. V tomto období se také objevili předchůdci středověkých rytířů, katafrakté. Pokud jde o slony, ti byli opravdu hrozivou zbraní, i když měli řadu nedostatků.

## Primitivní jízdní vojsko
Zatímco se na koních jezdilo do bitev již od nejranějšího období, prvními nám známými jízdními vojenskými silami byly válečné vozy. K prvnímu ověřenému použití válečných vozů došlo v Mezopotámii, kde sumerské vyobrazení z roku okolo 2500 př. n. l. znázorňuje válečníky jezdící na bojových vozech. Byla to těžká vozidla s dlouhým úzkým trupem a vysokými předními boky. Vozataj seděl před bojovníkem, který vrhal oštěpy umístěné v toulcích připevněných k bokům vozu. Čtyři pevná kotoučová kola byla vyrobena ze tří částí spojených dohromady. K pravděpodobně pevným osám byla kola připevněna dlouhými válci, takže se kola mohla otáčet nezávisle na sobě. Vzhledem k tomu, že se přední osa nemohla otáčet, existovalo při otáčení ve vysoké rychlosti patrně značné nebezpečí převrhnutí. Používaly se však také dvoukolové prostředky, které měly lepší manévrovací schopnost než vozy čtyřkolové. Ty však byly schopny pojmout pouze jednoho muže, a proto byly patrně používány především pro předávání zpráv a dopravu důstojníků.

Sumerský válečný panel

Bojové vozy byly taženy čtyřspřežím buď oslů, nebo kříženců oslů s onagery; koně byli v té době na Blízkém Východě téměř neznámí. Otěže procházely kovovými kroužky na taženém oji a pokračovaly ke kroužkům v nose zvířat. Zatažení za otěže umožňovalo jezdci spřežení zastavit, ale k řízení směru bylo nutné používat buď slovních povelů, nebo bodce či biče. Jho bylo umístěno pouze přes dvě vnitřní zvířata. Vnější dvě zvířata byla připevněna šíjovými řemeny, takže jejich tažná síla byla malá. Vzhledem k tomu, že tato zvířata táhla menší zátěž, bylo možné je snáze donutit k rychlejšímu tempu, čímž se povzbuzovala i vnitřní zvířata, která se snažila jim přizpůsobit. Zkoušky prokázaly, že takový povoz může dosahovat rychlosti 15–20 km/h.
Vozy vlastnil stát, jenž je bojovníkům vydával před cestou do bitvy, po které musely být opět vráceny. Sumerský městský stát Umma měl k dispozici jednotku složenou ze 60 vozů a další města měla přibližně srovnatelné síly. Vozy byly v mnoha případech obsazovány členy královské rodiny. Avšak tyto vozy byly v celku pomalé a nemotorné, takže se od jejich používání upustilo. Vůz, který bylo možné použít, musel byl lehčí, s větším počtem tažných zvířat a lepšími řídícími vlastnostmi. Takovéto vozy se začaly používat někdy kolem sedmnáctého století před naším letopočtem. Tyto vozy byly rychlé, lehké a unesly dva muže. Bojový vůz se v té době stal válečnou zbraní, která začala dominovat bojovým prostředkům v pozdní době bronzové.

### Bojové vozy Nové říše
Povaha a použití bojových vozů na Blízkém východě je nejlépe patrná z pozůstatků Nové říše v Egyptě, které zahrnují celé bojové vozy umístěné v hrobech. Vozy měly lehkou konstrukci, přičemž pro každý díl byl pečlivě volen zvláštní druh dřeva zpracovaný do požadovaného tvaru. Kola se čtyřmi, později šesti paprsky byla usazena na nábojích nápravy dlouhé více než dva metry. Osa byla umístěna v zadní části vozu, čímž byla zvýšena stabilita. Na vyobrazeních je někdy znázorněna osa umístěná pod vozem. Tuto úpravu však zřejmě prováděli malíři, aby ušetřili prostor. Podlaha vozu byla vyrobena z propletených kožených pásků s cílem dosažení minimální váhy.

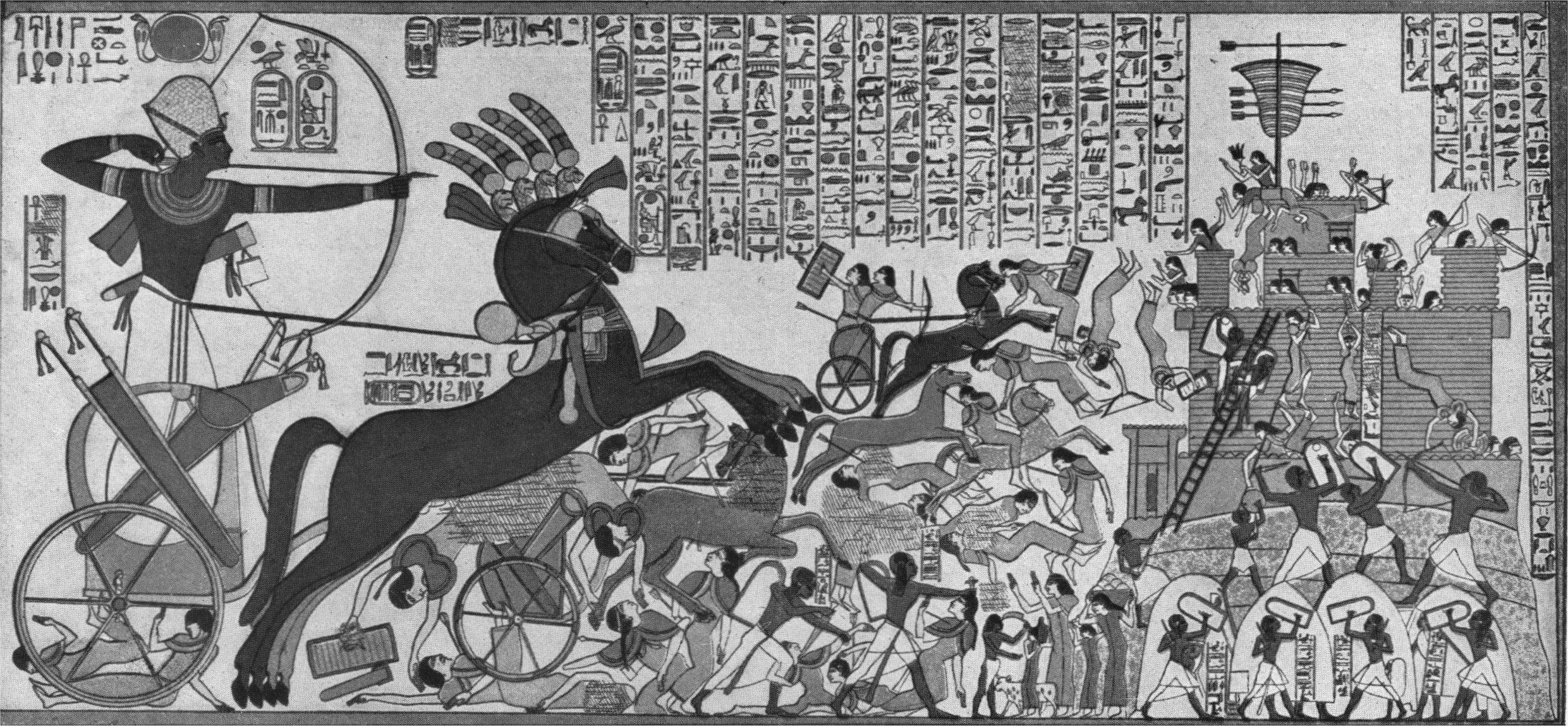
Válečný vůz v pozdní době bronzové

Dřevěný rám probíhal podél přední části a po stranách vozu, zatímco zadní strana byla volná z důvodů snadnějšího nastupování. Výsledkem byl pevný ale lehký povoz vážící pouze 34 kilogramů. Uzvednout tento vůz byl schopen jeden muž a dva jej mohli snadno přenášet přes terénní překážky, přes které nešlo přejet. Při zkouškách, které proběhly v současnosti, dokázal pár poníků táhnout repliku válečného vozu rychlostí až 38 km/h. Vzhledem ke dvoukolové konstrukci bylo možné bojový vůz snadno otáčet, ale jeho široká klec byla přitom schopna pojmout dva vojáky – vozataje a válečníka. Bojovník měl otěže omotány kolem těla po způsobu postrojů, takže měl obě ruce volné pro použití luku. V opačném případě by se musel přidržet rukojeti pokaždé, kdy by válečný vůz najel na terénní nerovnost. Pokud nebyl právě v boji, držel vozataj otěže oběma rukama. Vedle štítu používali egyptští a asijští vozatajové ještě přilby a dlouhé pláště ze šupinového brnění. Tyto pláště byly tvořeny několika stovkami přesahujících šupinek 2 mm silných, které byly našity na plátěný oděv. Otevřené boky válečného vozu mohly být navíc kryty závěsy ze šupinkového brnění, případně kůží pokrytou kovem. Koně byli chráněni těžkými látkovými zachycovači, nebo méně častěji šupinkovým brněním.

### Vybavení válečného vozu
Vybavení válečného vozu bylo to nejlepší jaké v té době bylo. Luk, patřící bojovníkovi na válečném voze, byl mohutnou lepenou zbraní, o několik století starší než bojový vůz, která ale přišla ke cti až nyní. Tento luk dokázal vystřelovat šípy na vzdálenost 175 metrů, tedy dvakrát, až třikrát dále, než prosté dřevěné luky používané většinou pěších lučištníků. První kompozitní luky byly dlouhé 90–120 centimetrů a měly kruhovou, nebo jednoduše tvarovanou konstrukci. V dalších dvou tisíciletích následovaly složitější tvary luků, ale klasická konstrukce zůstávala prakticky stejná. Přestože byly luky vysoce účinné, byly velice drahé, protože k jejich výrobě bylo zapotřebí speciálních druhů dřeva, rohoviny a šlach, přičemž vyrobit je trvalo velice dlouho. Výroba dobrého luku trvala 1 rok a u vynikajícího luku to bylo až 10 let. Jejich výroba vyžadovala značnou zručnost a zkušenosti. Jak zde už bylo psáno, dokázal válečný vůz jet rychlostí 38 km/h. Válečný vůz tedy mohl snadno unikat pěchotě a byl velice smrtelnou zbraní. Vzhledem k těmto schopnostem, bylo těžké pro národy sídlící v oblastech dosažitelných bojovými vozy zachovat si nezávislost, aniž by měli také bojové vozy. V podstatě to znamenalo, že každý civilizovaný stát na Blízkém východě musel vlastnit tyto vozy.

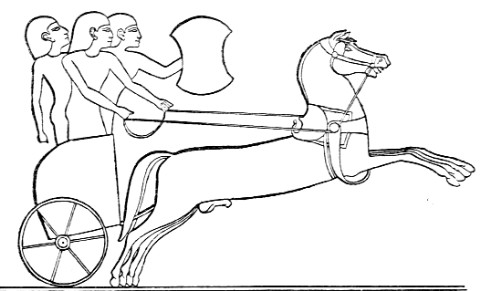
Reliéf zobrazující válečný vůz Chetitů

Brnění, kompozitní luk, válečný vůz a koně, to všechno představovalo značné vynaložení jmění, lidských sil, zkušenosti a úsilí, potřebné k zajištění a udržení těchto zbraní. Většinu těchto výdajů musel hradit panovník. Pokud jde o koně, kteří nebyli většinou vyšší než velcí poníci, byl jejich výcvik zahájen již během prvního roku jejich života. Od čtyř do devíti let z nich byla vhodná zvířata k tažení válečného vozu. Tito koně byli velice vytrvalí a při denních pochodech dokázali překonat vzdálenost až 60 kilometrů. O Egypťanech je známo, že organizovali svoje válečné vozy do skupin po deseti. Pokud jde o taktiku, tak nejlepší taktika válečných vozů byl překvapivý útok. Učebnicový příklad se odehrál v bitvě u Kadeše.

## Vzestup jízdy
S pádem říše Chetitů a oslabení Egypta kolem roku 1200 př. n. l. začalo období nákladných jednotek válečných vozů ustupovat nové formě jednotek využívající koní – jízdě. Tento proces však trval celá staletí. Nejranější zobrazení asyrského jezdce pochází z doby panování krále Aššurnasirpala II. (883–859 př. n. l.). V této době se prakticky jednalo o skupinu bojovníků z válečného vozu jedoucích ale na koni. Lučištník střílel z luku, zatímco jeho společník držel opratě obou koní a štít. Muži seděli na hřbetě zvířat, bez sedla, bosi a přidržovali se zdviženými koleny. Jezdci neměli žádné brnění kromě přilby. Muži na Blízkém Východě, ať již se jednalo o posly nebo zvědy, jezdili během doby bronzové na koních tím způsobem, že seděli na zadní části hřbetu nebo zadku se zdviženými koleny, jako by jezdili na oslu nebo mule. Tento způsob není vhodný pro rychlou jízdu a kromě toho může dojít k zranění ledvin zvířete.
Během vlády krále Salmanassara III. (858–824 př. n. l.), byli někteří koně vybaveni velkým jezdecký suknem. Za panování Tiglat – Pilesara III. (744–727 př. n. l.), jezdili jezdci stále ve dvojicích a seděli na koních bez sedla a naboso. Posed byl však přirozenější a jezdec seděl těsně za kohoutkem koně. Jezdci také používali hrudní články a kopí, což každému muži umožňovalo držet své vlastní otěže levou rukou. V době vlády krále Aššurbanipala (684–631? př. n. l.) se začali objevovat lučištníci na koních vyzbrojeni kopími, kteří byli obuti a měli na sobě kamaše. Tito jezdci ovládali koně jednou otěží se smyčkou zatíženou střapcem, což umožňovalo jezdci pustit otěže, střílet z luku a kůň přitom stále cítil, že je ovládán. Kůň byl v té době chráněn těžkým látkovým přehozem.

## Skythové
Skythové byli kočovnými stepními lukostřelci. Nejsou známi jako první, protože před nimi zde byli ještě Kimmeriové, kteří stáli za první invazí stepních kočovných kmenů na Blízký Východ v osmém století př. n. l. Kimmeriové přešli Kavkaz a rozvrátili říše celé Anatolie, než se je podařilo zničit. Soudě podle nálezů jejich charakteristických udidel a postrojů, se další Kimmeriové patrně rozptýlili do Evropy podél Dunaje do Švýcarska, jižní Francie a dokonce i do Británie. Národem, který je zlikvidoval v oblasti severního Pontu byli Skythové, kteří je následovali do oblastí Středního Východu, kde hráli významnou roli při zničení Asyrské říše. Skythští králové a šlechta jsou zobrazováni v bohatě zdobeném šupinovém brnění s bronzovými nebo ocelovými přilbami, často řeckého původu, nebo řeckými vzory ovlivněnými. Jejich hřebci byli v kohoutku vysocí 144–150 centimetrů. Tito koně, obvykle bez brnění, byli relativně vzácní. Obvyklým jízdním zvířetem byl spíše poník, vysoký okolo 140 centimetrů se silným krkem, hlavou a plecemi, ale s drobnou zadní částí a nohama.

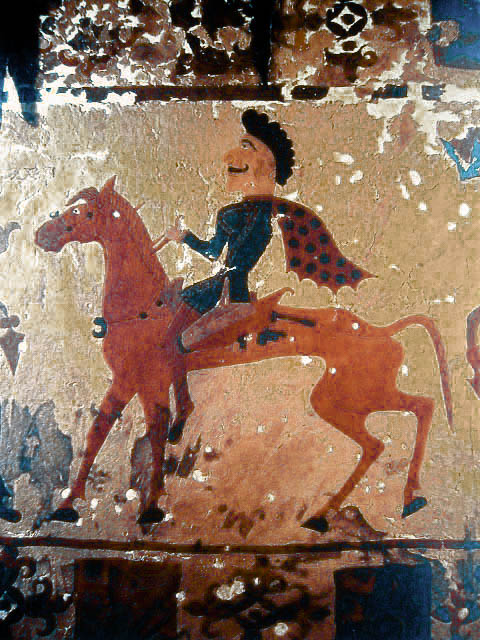
Skythský jezdec

Skythové používali svoji verzi kompozitního luku, který se stal populární ve východním Středomoří a na Blízkém Východě. Luk měl dvojitě tvarované tělo se zakřivenými konci a byl pouze 75–100 centimetrů dlouhý. Luk byl mimořádně tuhý a jeho napnutí vyžadovalo značnou sílu a zručnost. Hroty šípů byly bronzové a obvykle měly tři břity. Některé byly také opatřeny ostny a mnohé z nich byly otrávené. Luk byl umístěn v pouzdru, které jej chránilo proti vlhkosti působící nepříznivě na klih a také deformující dřevo, ze kterého byl luk vyroben. V toulci nazývaném gorytos mohlo být uloženo až 75 šípů. Vedle luků byli skythští jezdci dále vyzbrojeni rovnými meči, válečnými sekerami, kopími s hrotem ve tvaru listu, kopími dlouhými 3 metry nebo delšími a šipkami – jak jsou nazývány házecí oštěpy – s hroty opatřenými ostny. Někteří Skythové používali štít, který byl obvykle dřevěný s koženým potahem. Štít mohl být přehozen na jezdcova záda, takže obě ruce zůstaly volné pro obsluhu luku.

### Běžná taktika
Skythové byli bojovný národ zvyklý chránit vlastní stáda a útočit na stáda jiných. Podrobný popis jejich bojové taktiky se nám nedochoval, ale soudě podle podobných národů bitvy pravděpodobně zahajovali vzájemnou střelbou z luků na velkou vzdálenost. Poté se předstíranými útoky a ústupy snažili protivníka vmanévrovat do zranitelné pozice. Jakmile byly šípy vystříleny, zbývající bojovníci se k sobě přiblížili, vyměnili si salvy oštěpů a poté sváděli boje muže proti muži. V této fázi bitvy dominovala obrněná šlechta na větších koních. Pokud byl protivník silný, ustupovali Skythové do stepi, nájezdníka zastrašovali a vybrali si vhodný moment k protiútoku. Tuto taktiku použili proti perskému králi Dareiovi I., když v roce 512 př. n. l. Skythii napadl. Dokud postupoval, stahovali se, poté přešli do útoku. Jeho předvoj napadali ve dne i v noci a Dareiovu jízdu stále poráželi. Dareios se zachránil díky pěchotě vyzbrojené kompozitními luky a také faktu, že jeho muly a osli plašili koně Skythů nezvyklými zvuky a vzhledem, jelikož se tato zvířata zatím tak daleko na sever nerozšířila. Dareiovi nakonec nezbylo než ze Skythie odtáhnout. Skythové později zničili makedonskou armádu, kterou proti nim vyslal Alexandr Veliký, ačkoliv je předtím na Balkáně Makedonci porazili.
Od konce čtvrtého století před naším letopočtem útočili z východu další stepní kočovníci, Sarmaté, kteří Skythy nakonec přemohli. Jednou z příčin mohli být koně sarmatské šlechty, kteří dosahovali výšky 152 centimetrů. S nimi mohli Sarmaté postavit skutečnou těžkou jízdu. Vzhledem k tomu, že jejich lučištníci na koních se Skythům vyrovnali, byla to pro Skythy velká nevýhoda.

## Perská jízda
Na Blízkém Východě a v Íránu achaimenovští Peršané (560–330 př. n. l.) po příkladu Asyřanů používali pěší lučištníky a kopiníky v kombinaci s jízdou vyzbrojenou luky a kopími. Tato taktika byla velmi úspěšná v místních poměrech při obraně před stepními kočovníky, ale selhávala v boji proti Řekům, jejichž těžce obrnění kopiníci, takzvaní hoplíté, měli brnění a štíty odolné vůči hrotům kopí a šípů i bodcům oštěpů. Tato situace se zřetelně projevila v boji, ke kterému došlo před rozhodující bitvou u Plataj v roce 479 př. n. l., když perský velitel Mardonios vyslal jízdu proti části řecké armády; útočila ve skupinách, které střílely šípy nebo vrhaly oštěpy a poté se zase stáhly. Řekové se však drželi, přestože mnozí byli raněni.

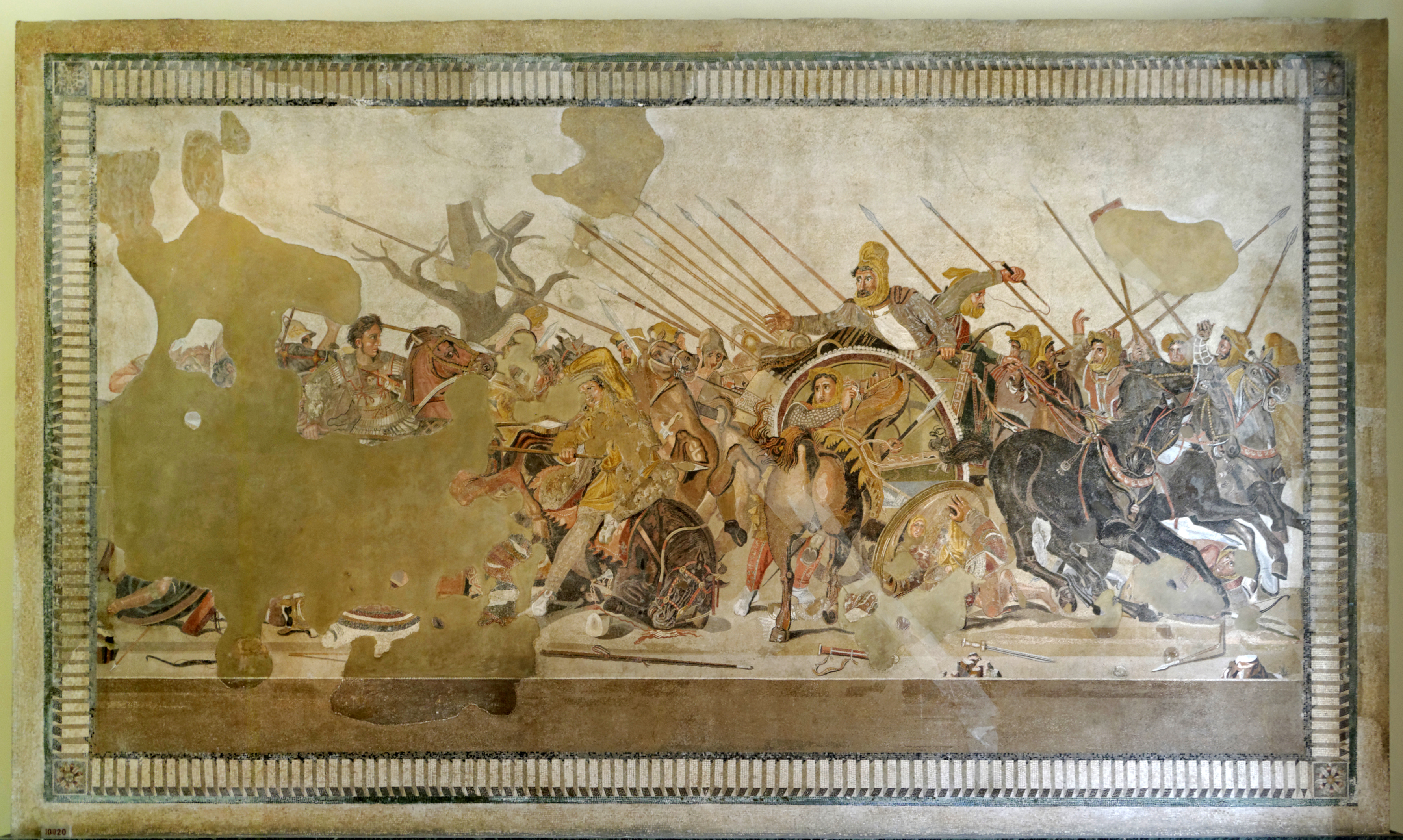
Bitva u Gaugamel

Lehce vybaveným perským kavaleristům se tak nepodařilo přiblížit se na krátkou vzdálenost. Když vyslali lučištníky Athéňané, jeden z nich zasáhl koně velitele perské jízdy. Masistios spadl na zem a byl zabit. V následující bitvě u Plataj, která perské tažení ukončila, nesehrála jízda žádnou roli. Masistios jezdil na koni nisajského plemene, proslulého značnou výškou v kohoutku (152 centimetrů). Takový kůň dokázal unést těžce obrněného muže, jakým tento velitel byl. Koně z nisajských plání v Médii, kde stát choval 50 000 klisen, byli přidělováni podle králova přání. Díky těmto zvířatům mohli Peršané zvýšit váhu zbroje jezdců. Také experimentovali s obrněnou přikrývkou připevněnou tak, aby koním chránila nohy. Ve čtvrtém století před naším letopočtem vyvinuli lamelové brnění z kovových pásků, které pokrývaly ruce a nohy. Ochranou hlavy a hrudi byli vybaveni i koně.

## Řecká jízda

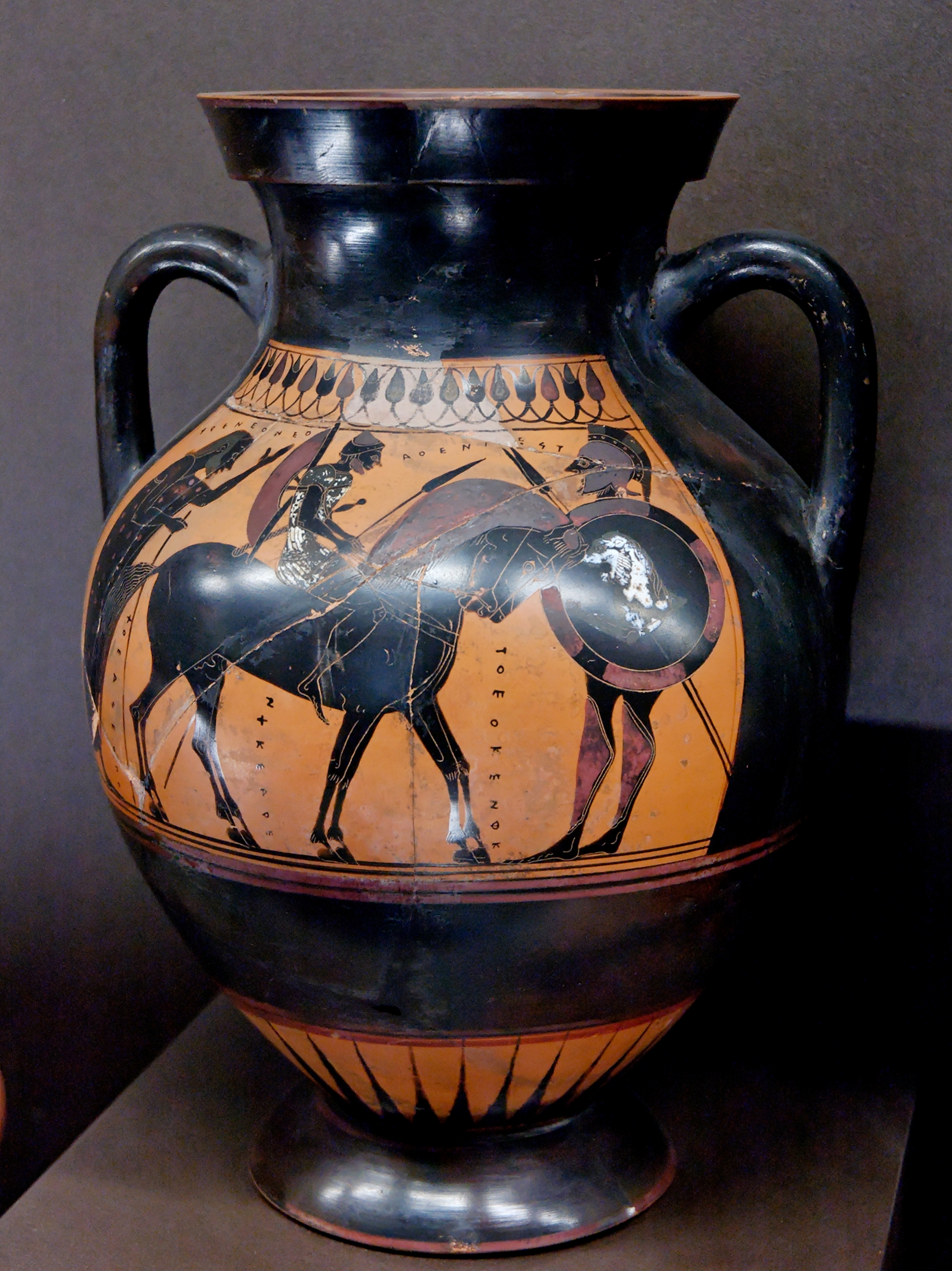
Amfora s řeckými bojovníky

Pokud jde o Řeky, nikdo by na první pohled neočekával, že lid z hornatých, mořem obklopených poloostrovů a ostrovů by měl mít s jízdou cokoliv společného. Skutečně také velká většina městských států jízdu nikdy neměla. Dokonce ani velké městské státy jako Athény nebo Sparta koně nepoužívaly až do pátého století př. n. l. V Řecku však byly oblasti pro chov koní vhodné, zvláště v Thessálii, Bojótii a na ostrově Euboia. Řecká aristokracie si navíc jízdu na koních oblíbila a jejich vlastnictví se považovalo za znak vyšší úrovně. V Řecku vyšlechtili mnoho koňských plemen . Řečtí koně většinou oslňovali vzhledem a vyznačovali se jemnou hlavou a vznešeným držením. V Řecku existovaly dva druhy kavalérie, a to buď lehká, nebo těžká. Lehká kavalérie, vyzbrojená oštěpy, byla zcela bez brnění; těžká měla kopí, oštěpy a šupinkové brnění. Řekové také vybavili jezdecká kopí zadním hrotem, který mohl být použit v případě v případě, že se zlomil hlavní hrot.
V bitvě bylo pro řeckou jízdu typické umístění na křídlech jejich převážně hoplítských armád. S výjimkou Thessalů neměl žádný řecký stát k dispozici více než 1000 jezdců. Obvykle byly jednotky jízdy mnohem menší. Při takto malých počtech bylo obtížné dosáhnout významného účinku, ale ve více případech pomohla jízda překonat nepřátelské křídlo nebo krýt ústup vlastních křídel. Jízda mohla také velice účinně zasáhnout proti lehce vyzbrojené pěchotě. Dokonce mohla nepřátelskou pěchotu donutit, aby se nerozptylovala, čímž přispěla k omezení rozsahu škod, které by tyto jednotky dokázaly napáchat.

### Reformy Filipa II.
Velké reformy jízdy provedl Filip II., král Makedonie, která se rozkládala na sever od Thessálie. Obklíčen severními kmeny a pod tlakem Řeků byl Filip nucen provést reorganizaci armády svého lidu. Vytvořil jednotky těžké pěchoty vyzbrojené kopím zvaným sarissa, zorganizoval efektivní lehké jednotky z příslušníků kmene nebo námezdních vojáků a šlechtickou jízdu rozšířil o lehkou jízdu z Thrákie a Thessalie, kterou nazval druhové (hetairoi). Tyto jednotky byly vyzbrojené třímetrovým kopím s hrotem ve tvaru listu, větší čepelí v zadní části a popruhem umístěným v těžišti. Filip také převzal nejrůznější formace jízdy, včetně čtvercové a obdélníkové formace Řeků a Peršanů, kosoúhlé formace používané lehkou jízdou z Thessalie a klínové formace Skythů.
S takovým vojskem Filip zvítězil nad všemi armádami ve své oblasti. Když připravoval vpád na perské území, byl zavražděn. Jeho syn Alexandr III., známější jako Alexandr Veliký, obrátil armádu na východ a v mohutných bitvách Peršany rozdrtil. Tyto střety jsou pozoruhodné především koordinovaným využitím sil, které umožnilo porazit nepřítele, jenž disponoval číselnou převahou, avšak byl méně zkušeným protivníkem. Zajímavým příkladem je bitva u Gaugamel.

## Římská jízda
Římské vojenství se více spoléhalo na pěchotu než jízdu. Římská pěchota byla neporazitelná, ale jízda byla zprvu zastoupena v malém počtu a byla slabá. Slabost římské jízdy se plně projevila v bitvě u Kann. Až do prvního století před naším letopočtem římskou jízdu tvořili římští občané, kteří nebyli příliš dobrými jezdci. Od prvního století před naším letopočtem se Římané spoléhali na pomocné sbory zvané auxilia (doslova pomocníci) najaté ze spřátelených a podrobených národů, především Galů a Iberů. Poté, co se císařem stal Augustus, z pomocných sborů vytvořil profesionální vojenské formace, jejichž příslušníci sloužili 25 let. Po uplynutí této doby dostali římské občanství. Jízda byla většinou organizována do alae (křídel).
Římané vytvářeli mnoho typů jízdních jednotek včetně lehké jízdy Numiďanů a Dalmatinců; dalších jednotek lehké jízdy vybavených iberským štítem – caetra; kopiníků, kteří používali obouruční sarmatské kopí; na východě jízdních lučištníků a kopiníků s úplným brněním. Na počátku Římské říše byli vojáci standardně vyzbrojeni oštěpem, oboustranným kopím a štítem. Výstroj měla galské vzory – a jezdec byl zajisté také často Gal. Byl vybaven kroužkovým brněním, přilbou, jezdeckým dlouhým mečem spatha dlouhým 64–90 centimetrů a silným štítem. Byla také zavedena ohlávka (nový typ koňského postroje), podkova a zakřivené sedlo. Spolu s využíváním sedla začali římští jezdci používat kožené jezdecké kalhoty, jezdecké boty a ostruhy.
Od pozdních časů republiky až ke konci raného císařství (100 př. n. l.–200 n. l.) Římané věnovali značné úsilí účinnému využití jízdního vojska. Výcvik jezdce a koně byl dlouhý a náročný. Jezdci se dostalo jak pěšího, tak jezdeckého výcviku vzhledem k tomu, že byl často nucen bojovat jako pěšák. Jednotky umístěné v posádkách pořádaly třikrát do měsíce pochody v délce 20 římských mil, během kterých bylo nacvičováno taktické rozvinutí, pronásledování, stahování a protiútoky ve všech možných typech terénu, aby si koně a jezdci zvykli bojovat jak na rovině, tak v těžkém terénu. Jezdec uměl zacházet s mečem, kopím, oštěpem, lukem i prakem. Dokud si Římané tento způsob výcviku zachovávali, měli jízdu impozantní a výkonnou.

## Katafrakté

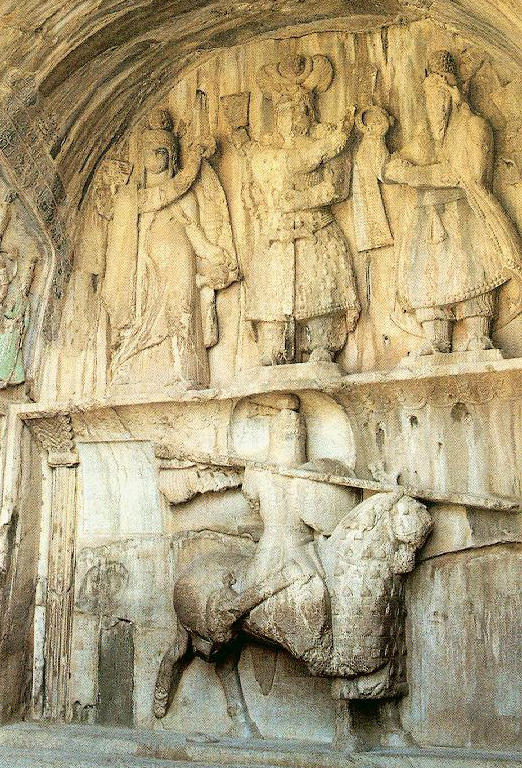
Katafrakt sásánovské dynastie

Zatímco ze západních jezdců se stávali příslušníci římské jízdy, v eurasijských stepích na Blízkém východě došlo k dalšímu vývoji. Parthové a později sásánovští Peršané začali koně a jezdce chránit masivním kovovým brněním. Řekové nazývali tyto jezdce katafrakty (κατάφρακτοι, katafraktoi, zcela krytí). Pozdější římský název zněl clibanarii (kamnáři), jako připomínka zkušenosti s nošením kompletního brnění v horkém pouštním dni. Zbraň katafraktů, kopí dlouhé 3,5 metru, Řekové nazývali kontos (bidlo). Často ho jezdci drželi oběma rukama, což byl styl Sarmatů, ale sásánovští Peršané později kopí upevňovali k sedlům, takže sílu nárazu zachycoval kůň. Těžce obrnění katafrakté mohli útočit na jízdní lučištníky, přestože na ně nepřítel ještě nevystřílel všechny šípy, a také v klusu útočit na přední řady zformované pěchoty.
Informace o výstroji katafraktů máme k dispozici z mnoha zdrojů. Muži nosili kovové přilby s řetízky nebo šupinkami k ochraně krku a kovové obličejové masky s lidskými rysy. Tělo jim chránilo plátkové nebo řetízkové brnění, lamelární destičky, případně jejich kombinace; ruce a nohy brnění článkové. Bronzové a železné šupinkové brnění nalezené v městě Dura – Európos chránilo koním hřbet a boky. Přednost dostávalo brnění bronzové, neboť železné šupinky měly vlivem koňského potu tendenci rezavět. V tomto brnění byl na zádech ponechán otvor pro sedlo, přičemž trojúhelníkové destičky chránily i koňský ocas. Kryty hrudníku a kryt krku se nenašly, ale snadno si lze představit, jak vyrobené z destiček vypadá, přičemž pozdní koňské masky s chrániči očí byly vykopány na různých místech římského osídlení.
Koně, na nichž se mělo s touto zátěží jezdit, museli být velcí a silní. Brnění katafraktů mohl unést pouze dobře živený kůň o výšce 152 centimetrů v kohoutku. Jak Sarmaté, tak achaimenovští Peršané na konci prvního tisíciletí před naším letopočtem skutečně chovali koně, kteří tomuto popisu odpovídali. Římané a později Byzantinci přijali katafrakty do své armády.

## Válečný slon

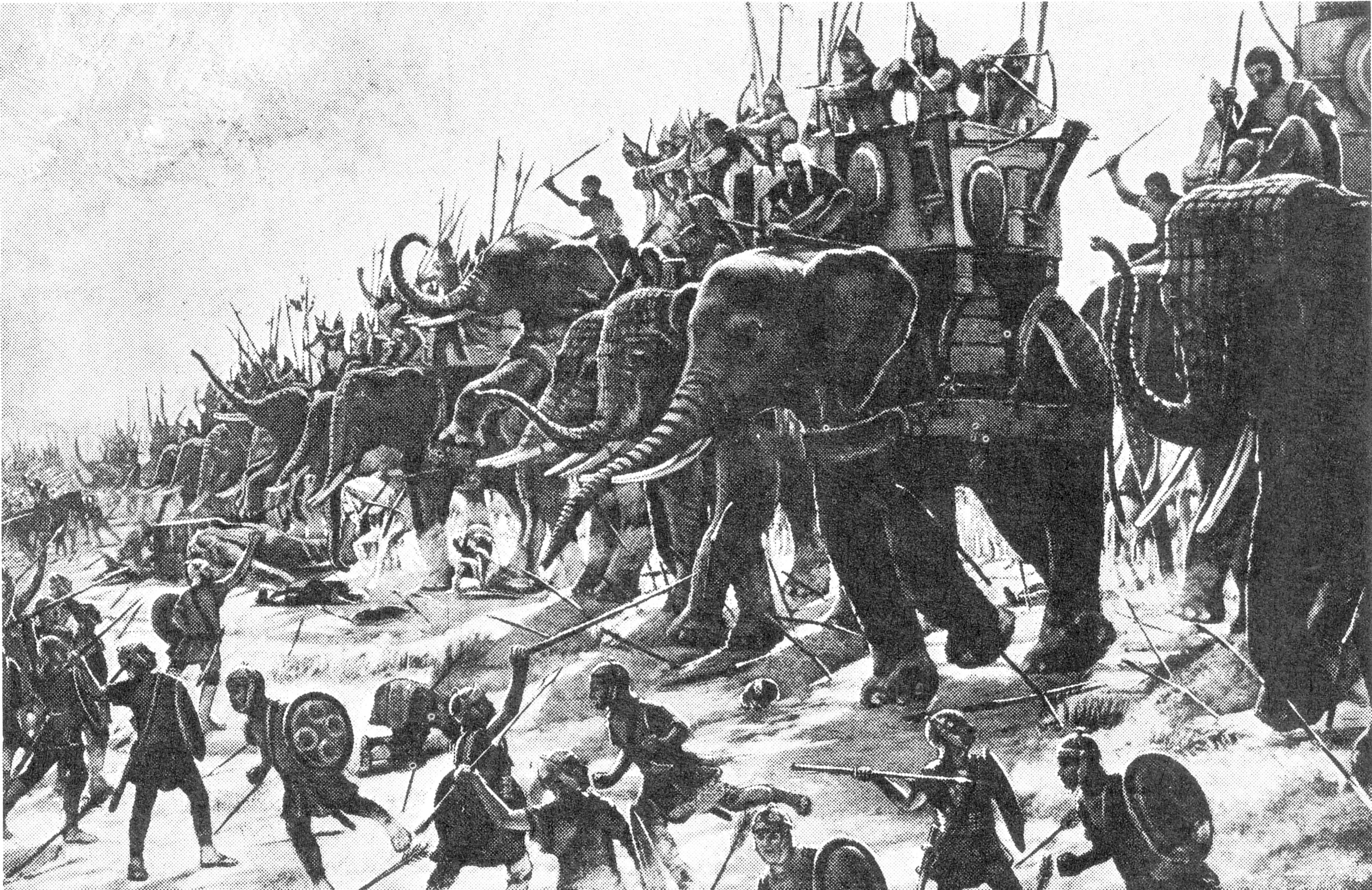
Bitva u Zamy

Koně nebyli jedinými zvířaty, která lidé ve starověku používali k boji. Stejný osud potkal jak slona afrického, tak indického (na rozdíl od slona savanního). Slon indický je oproti slonu africkému lesnímu větší a na chobotu má jenom jeden prst. Indičtí a afričtí sloni mohou být na rozdíl od větších slonů savanních zkroceni, cvičeni a použiti k válce. Sloni nebyli chováni v zajetí vzhledem ke značným nákladům potřebným k chování stáda, ze kterého se mnoho kusů později ukázalo nezpůsobilých k výcviku. Místo toho byli chytáni sloni divocí, zkroceni a cvičeni. Ve starověku bylo krocení a cvičení slona velmi namáhavé a nebezpečné. Při výcviku se slon učil nosit jezdce a poslouchat povely. Úplný výcvik trval dva až tři roky.
Využití slonů k boji se do čtvrtého století před naším letopočtem omezilo na Indii. Když Alexandr Veliký vpadl do Indie a bojoval proti králi Pórovi v bitvě u Hydaspu (328 př. n. l.), střetl se i s jeho válečnými slony. Na diadochy učinilo nasazení slonů velký dojem a horlivé hledali způsoby jak jednotky složené ze slonů vytvořit. Seleukovci používali slony indické, zatímco Ptolemaiovci slony africké lesní, které začali využívat i Kartáginci. Každý slon měl jméno (slavný Hannibalův Surus). Poháněč seděl slonovi na krku a řídil ho hlasem, tlakem palců nohou, které měl pod jeho ušima, a hůlkou s háčkem. Slon býval často vystrojován systémem zvonců, aby dále zvyšoval respekt, který u nepřátel budil. Výjimkou nebylo ani brnění, které chránilo hlavu a boky. Od třetího století před naším letopočtem sloni nosili dřevěné věže (ale Kartáginci je nikdy nepřejali). V těchto věžích seděli dva, případně čtyři muži.

### Nedostatky slonů
I přes všechnu potenciální účinnost měli sloni vážné nedostatky. Stres ze zajetí a především krutý výcvik nezbytný k tomu, aby v podstatě mírumilovné zvíře přivyklo zvukům bitvy a byla povzbuzena jeho zvířecí zuřivost nutná k zabití nepřítele, snižovala jejich průměrný věk dožití. Na válečné slony se prakticky plýtvaly prostředky, protože během deseti let umírala z přirozených příčin pětina z jejich stáda. K udržování stálého stavu bylo nutné pořizovat stále nová zvířata. Indie a východní Afrika však byly od středisek středomořské civilizace značně vzdálené. Chov slonů byl velice drahý. Avšak nejvážnějším nedostatkem slonů v boji byl jejich sklon k úprku. Při zranění, poplašení, zuřivosti způsobené útokem nebo lstí nepřátel, a to zvláště pokud byl jejich poháněč zraněn nebo zabit, se sloni snažili z bojiště uprchnout a dupali po všem, co jim stálo v cestě. Existují informace o poháněčích vybavených palicemi, sekáčky nebo zvláštními noži, kterými měli zabít vlastního slona, pokud by se něco takového stalo.

## Velbloudi ve starověkém válečnictví

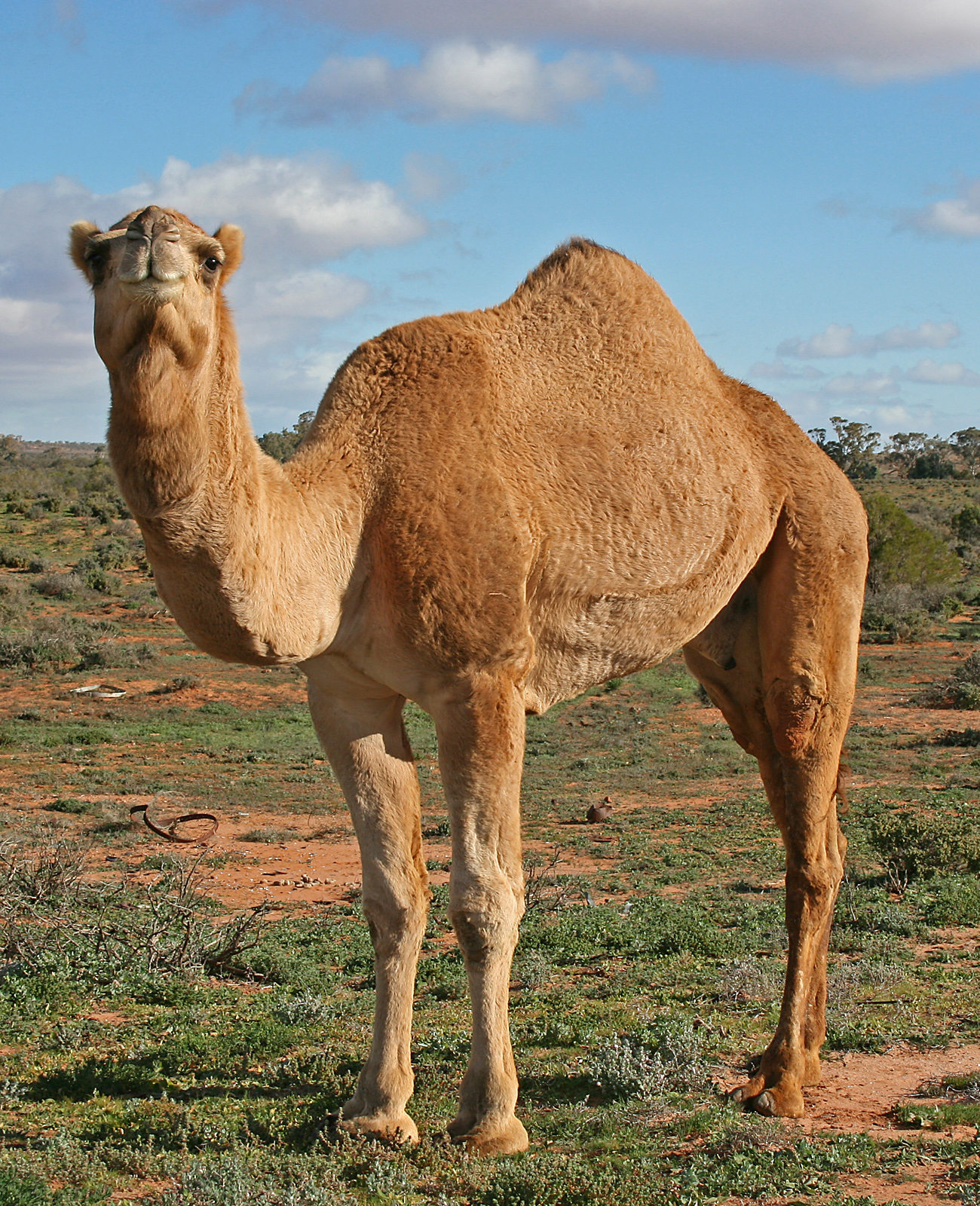
Dromedár

Dvouhrbí baktrijští velbloudi sloužili Íráncům a národům ve Střední Asii nejdříve především pro dopravu nákladů, ačkoliv achaimenovští Peršané je příležitostně používali v boji. Jednohrbý arabský velbloud neboli dromedár se na bojiště dostával častěji. Jako bojové zvíře má velbloud několik potenciálně významných předností. Vzhledem k tomu, že jeho vývoj probíhal v pouštních oblastech, má pouze málo přirozených nepřátel, proto je méně plachý než kůň. Proslul svou mrzutostí, avšak při správném výcviku a zacházení je dostatečně poslušný. Má lepší výdrž než kůň a může spásat prakticky jakoukoli trávu, listí nebo větvičky. Velbloudova schopnost vydržet bez vody celý týden je dobře známá. Navíc koně, kteří velbloudy neznají, z nich mají panický strach. Kýros Veliký využil baktrijské velbloudy v bitvě u Sardis. Musel tam bojovat proti velmi obávané lýdské jízdě. Kýros shromáždil všechny velbloudy, které měl k dispozici, a posadil na ně své jezdce. Koně lýdské jízdy nebyli schopni snést vzhled ani pach těchto zvířat a prchli. Lýdové tedy bojovali jako pěšáci a přes svou odvahu byli poraženi. Jednotky s velbloudy měli také Parthové a sásánovští Peršané. Římané používali vyšší počet jednotek zvaných dromedarii k hlídkování podél pouštních hranic.
Přesto velbloud nemohl konkurovat koni jako válečnému zvířeti, protože postrádá jeho rychlost a manévrovací schopnosti. Vzhledem k tomu, že velbloudi neměli v pouštích přirozené nepřátele, nevyvinula se u nich schopnost pohybovat se vysokou rychlostí.